# Shere Khan XIII
Shere Khan XIII är hiphopartisten Stors andra skiva som gavs ut den 3 maj 2013. På skivan medverkar bland andra Dani M, Linda Pira och Aki. Skivan spelades in under 2011-2012 på Redline Studios, Producerad av The Salazar Brothers och Mack Beats.

## Låtlista
1. "Shere Khan XIII" - 0:47
2. "Flyger Högst" (feat. (Pato Pooh) - 3:25
3. "Shotgun" (feat. (Natty Silver) - 3:17
4. "Lite...Kärlek..." (feat. (Seinabo Sey) - 3:52
5. "Zattla Doft" (feat. (Juice BC) - 4:20
6. "Psycho" (feat. (Linda Pira) - 3:43
7. "Rom & Kush" (feat. (Linda Pira) - 2:43
8. "Stolthet" (feat. (Dani M) - 3:44
9. "När Man É Liten Så Vill Man Vara Stor…" - 4:41
10. "S.U.M.O." (feat. (Aki) - 2:20
11. "Pappas Låt" (feat. (Dani M) - 3:22
12. "Idiot (Min Broder)" - 5:44
13. "Ge Mig En Chans" - 3:02
14. "Söndag" - 3:11